# كلايتون مورتنسن
كلايتون مورتنسن (بالإنجليزية: Clayton Mortensen) هو لاعب كرة قاعدة أمريكي، ولد في 10 أبريل 1985 في ريكسبورغ في الولايات المتحدة.

## وصلات خارجية
- كلايتون مورتنسن على موقع دوري كرة القاعدة الرئيسي (الإنجليزية)
- كلايتون مورتنسن على موقعبيزبول رفرنس.كوم (الدوري الرئيسي) (الإنجليزية)
- كلايتون مورتنسن على موقعبيزبول رفرنس.كوم (الدوري الثانوي) (الإنجليزية)
- كلايتون مورتنسن على موقع إي إس بي إن.كوم (أم.أل.بي) (الإنجليزية)
- كلايتون مورتنسن على موقع مشجعي الرسوم البيانية (الإنجليزية)